# Vallée du Cher et coteaux, forêt de Grosbois
Vallée du Cher et coteaux, forêt de Grosbois este o arie protejată (sit de importanță comunitară — SCI) din Franța întinsă pe o suprafață de 1.700 ha, integral pe uscat.

## Localizare
Centrul sitului Vallée du Cher et coteaux, forêt de Grosbois este situat la coordonatele 47°15′27″N 1°28′15″E / 47.25744°N 1.47071°E.

## Înființare
Situl Vallée du Cher et coteaux, forêt de Grosbois a fost declarat arie specială de conservare în baza directivei 92/43 din 1992 referitoare la conservarea habitatelor naturale și a faunei și florei sălbatice pentru a proteja 13 specii de animale.

## Biodiversitate
Situată în ecoregiunea atlantică, aria protejată conține 10 habitate naturale: Cursuri de apă de la nivel de câmpie la nivel montan, cu vegetație Ranunculion fluitantis și Callitricho-Batrachion, Liziere de ierburi înalte hidrofile de câmpie și de nivel montan până la alpin, Peșteri inaccesibile publicului, Păduri aluvionare cu Alnus glutinosa și Fraxinus excelsior (Alno-Padion, Alnion incanae, Salicion albae), Râuri cu maluri nămoloase cu vegetație de Chenopodion rubri p.p. și Bidention p.p., Pajiști cu Molinia pe soluri calcaroase, turboase sau argilos-nămoloase (Molinion caeruleae), Păduri mixte riverane de Quercus robur, Ulmus laevis și Ulmus minor, Fraxinus excelsior sau Fraxinus angustifolia, de-a lungul marilor râuri (Ulmenion minoris), Lacuri eutrofice naturale cu vegetație de tip Magnopotamion sau Hydrocharition, Fânețe de joasă altitudine (Alopecurus pratensis, Sanguisorba officinalis), Pajiști uscate seminaturale și facies de acoperire cu tufișuri pe substraturi calcaroase (Festuco-Brometalia) (* situri importante pentru orhidee).
La baza desemnării sitului se află mai multe specii protejate:
- mamifere (7): liliac cârn (Barbastella barbastellus), castor (Castor fiber), liliac cu urechi mari (Myotis bechsteinii), liliac cărămiziu (Myotis emarginatus), liliac comun (Myotis myotis), liliacul mare cu potcoavă (Rhinolophus ferrumequinum), liliacul mic cu potcoavă (Rhinolophus hipposideros)
- nevertebrate (6): Coenagrion mercuriale, fluturele de noapte (Eriogaster catax), fluturele auriu (Euphydryas aurinia), fluturele purpuriu (Lycaena dispar), Oxygastra curtisii, Vertigo angustior

Pe lângă speciile protejate, pe teritoriul sitului au mai fost identificate 23 de specii de plante.